# Port de Novorossiïsk
Le port de Novorossiïsk est un port maritime sur la baie de Tsemes dans l'ouest du kraï de Krasnodar, sur la côte russe de la mer Noire.

## Histoire
Il se situe dans la baie de Tsemes et il est intégré tant à la ville qu'à la base navale[Lesquelles ?].
En 1826 était créée la base navale de la flotte de la mer Noire.

## Infrastructures et installations

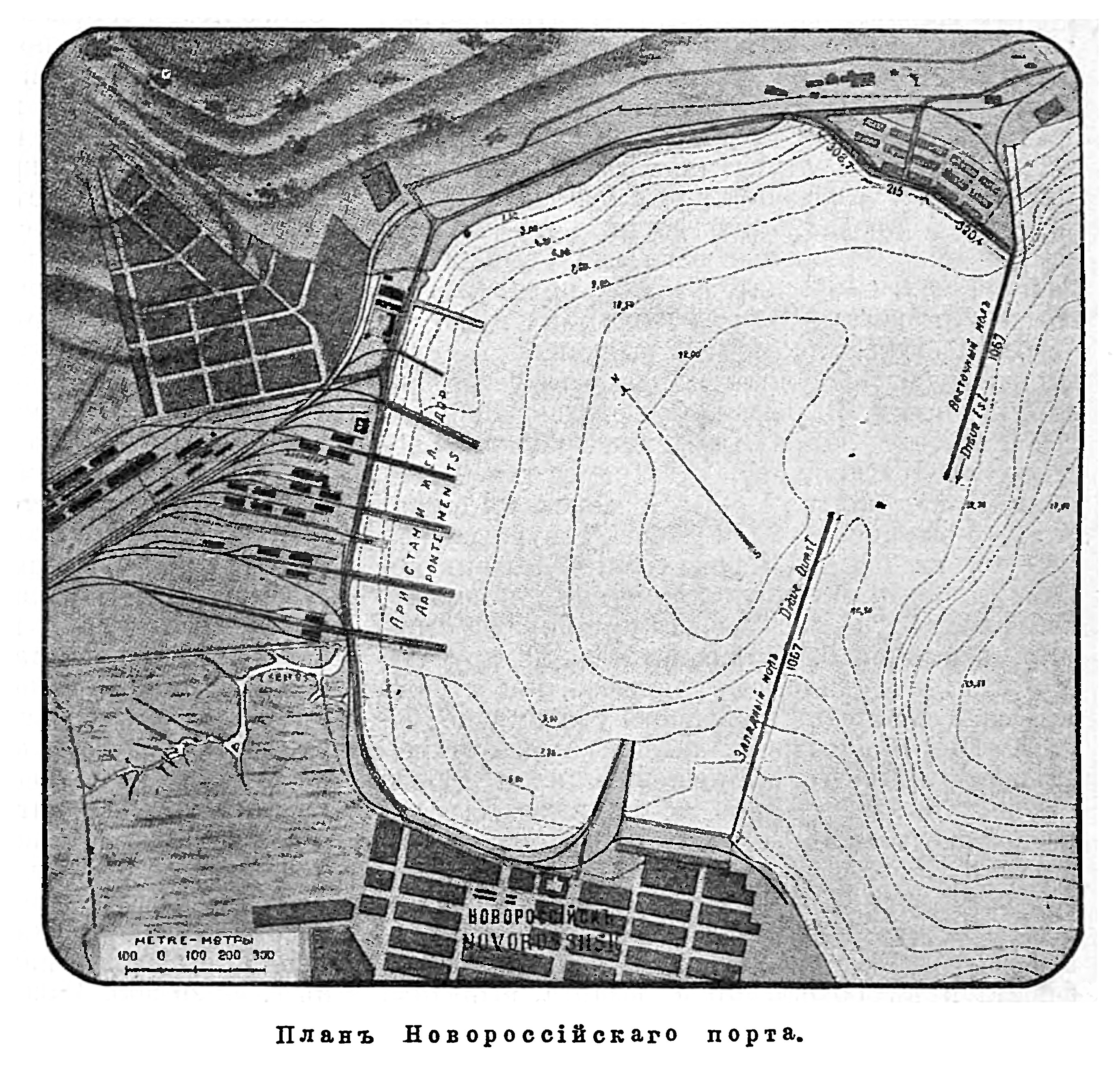
Plan au XXIe siècle.
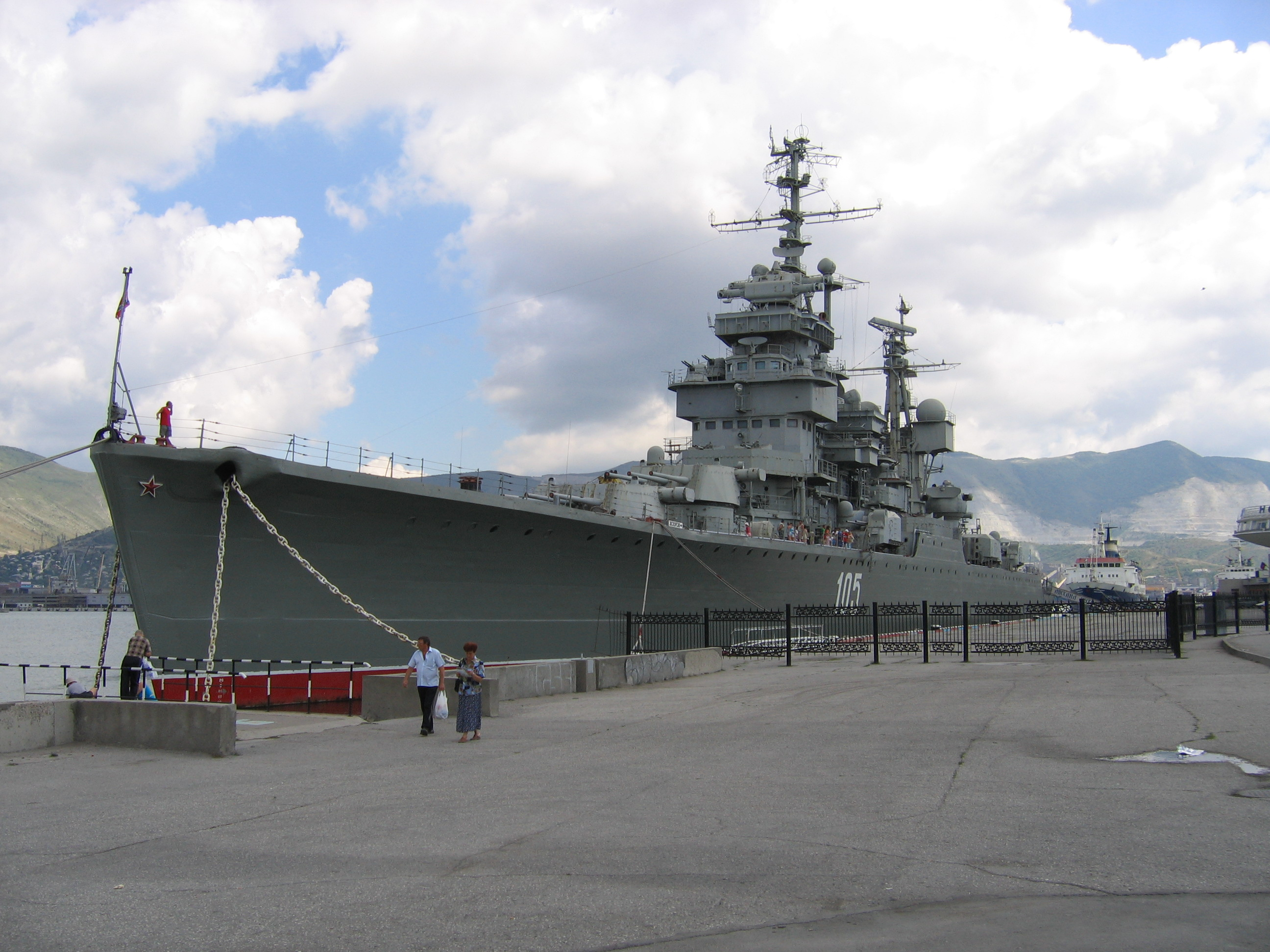
Navire de guerre Mikhaïl Koutouzov (croiseur) à quai.
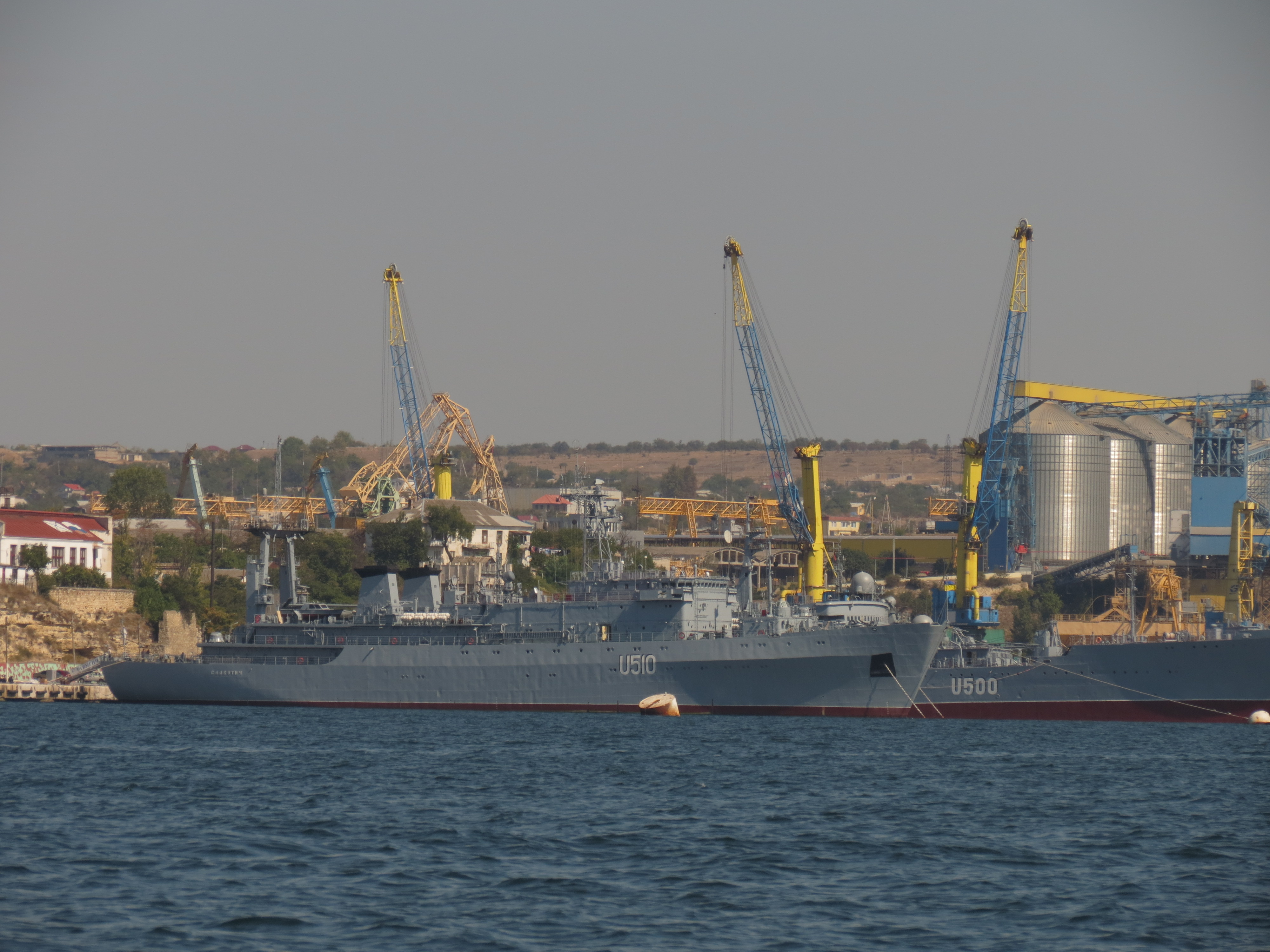
Déchargement de cargo.
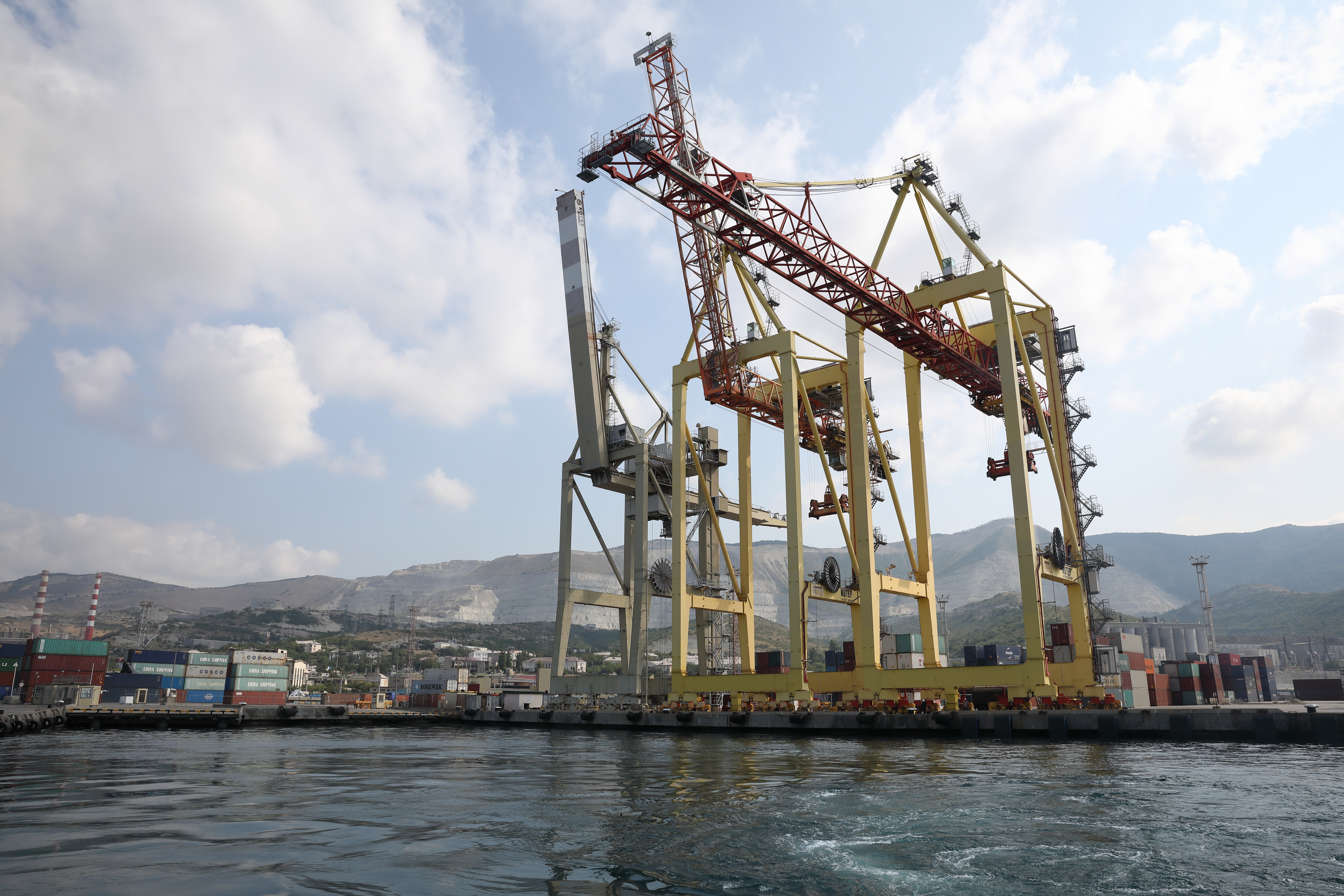
Grues de déchargement.
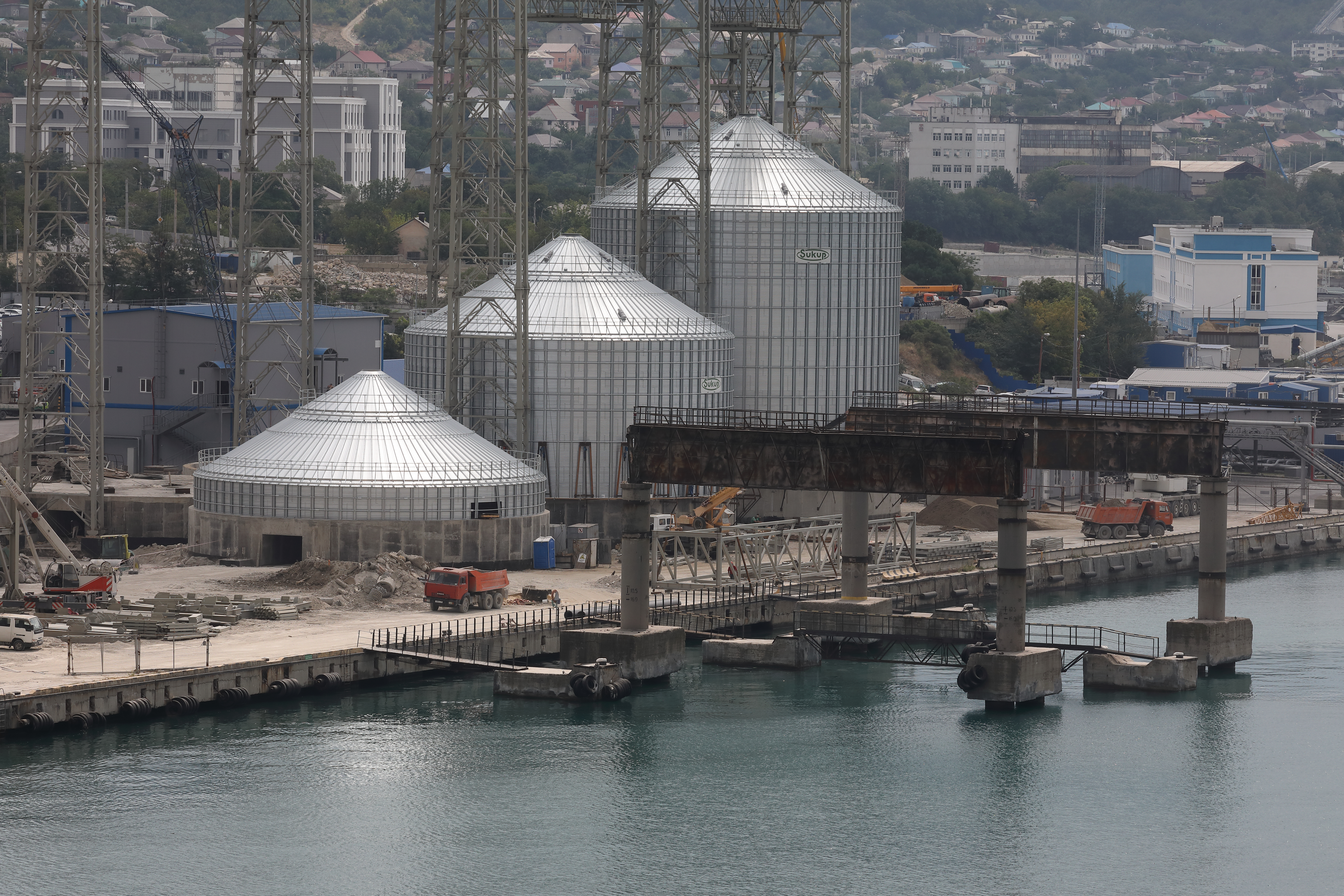
Silos.
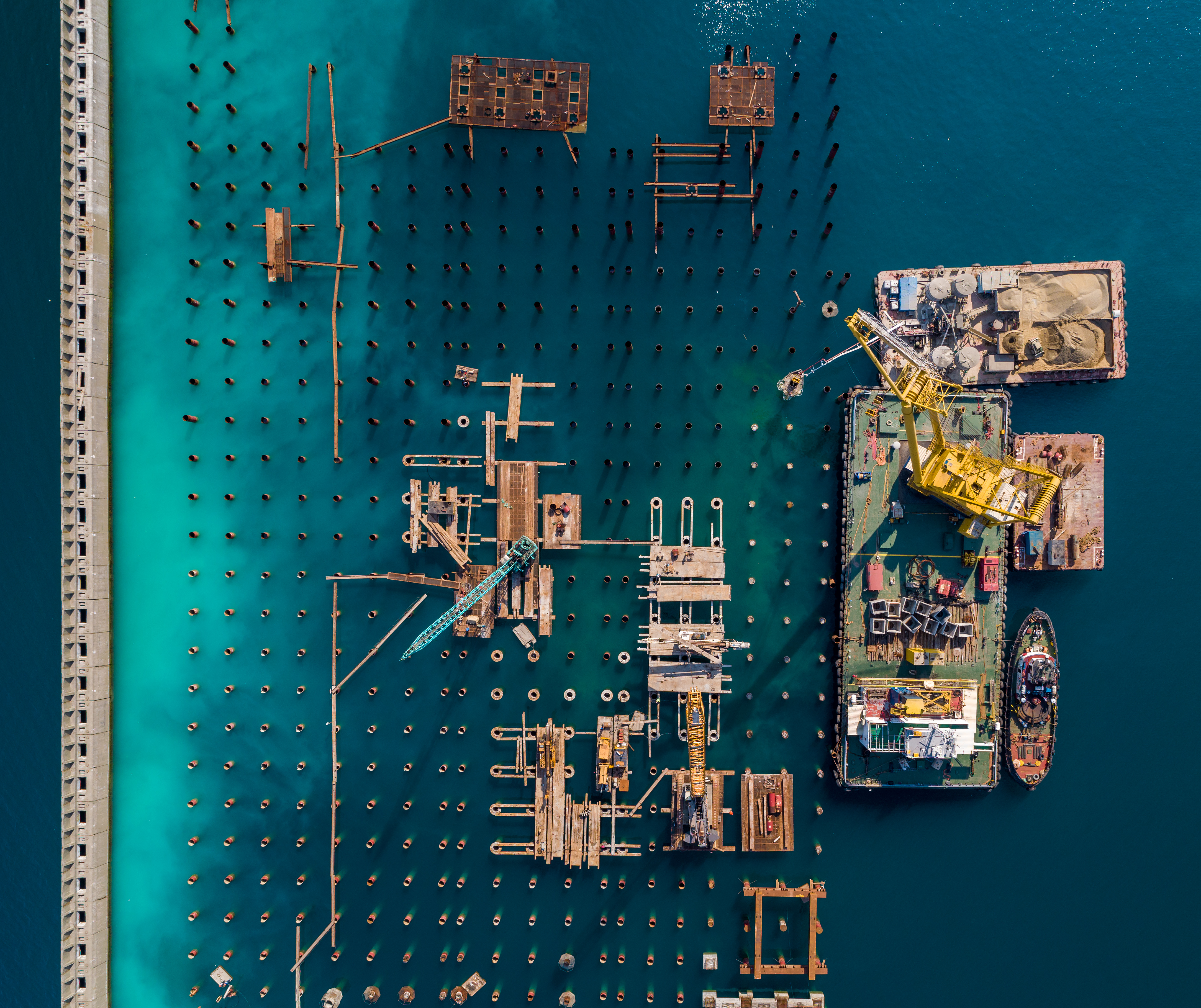
Construction d'un quai en eau profonde pour recevoir les porte-conteneurs à Novorossiïsk. Juillet 2018.

### Flotte de la mer Noire
C'est la base sur laquelle s'est repliée la Flotte, en octobre 2023.